# Moccasinslangen
Moccasinslangen (Agkistrodon) zijn een geslacht van slangen uit de familie adders (Viperidae) en de onderfamilie groefkopadders (Crotalinae).

## Naam en indeling
De wetenschappelijke naam van de groep werd voor het eerst voorgesteld door Ambroise Marie François Joseph Palisot de Beauvois in 1799. De slangen werden eerder aan andere geslachten toegekend, zoals Boa en Trigonocephalus. Er zijn acht soorten, twee soorten, Agkistrodon conanti en Agkistrodon laticinctus, werden lange tijd beschouwd als ondersoorten van andere moccasinslangen en worden in de literatuur vaak als zodanig vermeld.

## Verspreiding en habitat
Moccasinslangen komen voor in delen van Noord-, Midden- en Zuid-Amerika en leven in de landen Mexico, Guatemala, El Salvador, Costa Rica, Nicaragua, Honduras, Verenigde Staten en Belize. De habitat bestaat uit gematigde bossen, droge tropische en subtropische bossen, draslanden, vochtige tropische en subtropische laaglandbossen, savannen, scrublands en graslanden.

## Maagdelijke voortplanting
De zeer giftige koperkop en de watermoccasinslang planten zich in het wild soms voort door parthenogenese, hoewel ze het meestal op de gewone seksuele manier doen.

## Beschermingsstatus
Door de internationale natuurbeschermingsorganisatie IUCN is aan vier soorten een beschermingsstatus toegewezen. Drie soorten worden beschouwd als 'veilig' (Least Concern of LC) en een soort als 'gevoelig' (Near Threatened of NT).

## Soorten
Het geslacht omvat de volgende soorten, met de auteur en het verspreidingsgebied.
| Naam                                        | Auteur                   | Verspreidingsgebied                      |
| ------------------------------------------- | ------------------------ | ---------------------------------------- |
| Agkistrodon bilineatus                      | Günther, 1863            | Mexico, Guatemala, El Salvador, Honduras |
| Agkistrodon conanti                         | Gloyd, 1969              | Verenigde Staten                         |
| Koperkop (Agkistrodon contortrix)           | Linnaeus, 1766           | Verenigde Staten, Mexico                 |
| Agkistrodon howardgloydi                    | Conant, 1984             | Costa Rica, Nicaragua, Honduras          |
| Agkistrodon laticinctus                     | Gloyd & Conant, 1934     | Verenigde Staten                         |
| Watermoccasinslang (Agkistrodon piscivorus) | Lacépède, 1789           | Verenigde Staten                         |
| Agkistrodon russeolus                       | Gloyd, 1972              | Mexico, Guatemala, Belize                |
| Agkistrodon taylori                         | Burger & Robertson, 1951 | Mexico                                   |